# سگ‌دانی‌های دوره ادو
سگ‌دانی‌های دوره ادو به محل نگهداری سگ‌ها در زمان شوگون‌سالاری توکوگاوا گفته می‌شود. این مراکز نگهداری از سگ پیرو صدور احکام رحمت برای موجودات زنده توسط شوگون پنجم از شوگون‌سالاری توکوگاوا، توکوگاوا تسونایوشی (تولد ۱۶۴۶ – مرگ ۱۷۰۹)، (دوره حکمرانی ۱۶۸۰–۱۷۰۹) ساخته شد.

## زمینه
شوگون پنجم از شوگون‌سالاری توکوگاوا، توکوگاوا تسونایوشی (تولد ۱۶۴۶ – مرگ ۱۷۰۹)، (دوره حکمرانی ۱۶۸۰–۱۷۰۹) در نیمه نخست دوره ادو با هدف مهربانی با موجودات و در جهت حمایت از حیوانات، نوزادان، و بیماران و آسیب‌دیدگان احکام رحمت برای موجودات زنده را صادر کرد.
این تنها یک قانون واحد نبود، بلکه مجموعه ای از قوانین و مقررات بود که هدف آن رحم و شفقت بر موجودات زنده در دوران حکمرانی توکوگاوا تسونایوشی بود. موارد مورد نظر این قوانین محافظت کودکان رها شده، بیماران، افراد مسن و حیوانات بودند. حیوانات مورد نظر نیز شامل سگ، گربه، پرنده، ماهی، صدف و حشرات می‌شدند.
این قوانین تأثیر زیادی در زندگی مردم عادی داشتند، و اغلب به عنوان «قانون‌های بد در جهان» ارزیابی شدند، که باعث کاهش محبوبیت شوگون پنجم شد. این قوانین که در عصر خود و پس از آن به علت افراطی و آرمان‌گرایی بودن مورد تمسخر بودند، در سال‌های اخیر، به عنوان بخشی از تعالیم کنفوسیوس مورد ارزیابی مجدد قرار گرفتند. بعلاوه یکی از احکام آن به نام، «فرمان منع دور انداختن کودک» (۱۶۹۰) که حتی پس از مرگ تسونایوشی نیز ادامه داشت گواه بر ارزش برخی از این قوانین دارد.

## دلیل ایجاد
تصور می‌شود دلیل راه‌اندازی این سگ‌دانی‌ها برای حل مشکل ناشی از تعداد زیاد سگ‌ها در شهر ادو باشد. از آنجا که توکوگاوا تسونایوشی در سال ۱۶۹۳ سیستم رهاسازی شاهین را به‌طور کامل لغو کرد، تقاضای سگ برای تغذیه شاهین‌ها از بین رفت و همچنین تعداد زیادی از افرادی که عادت به خوردن سگ داشتند نیز به جرم خوردن گوشت سگ دستگیر شدند. به دلیل لغو این عادت، تعداد سگ‌های ولگرد در شهر ادو و حومه آن افزایش یافت و حتی مواردی هم پیش آمد که سگ‌های ولگرد کودکان سر راهی را به عنوان غذا طعمه قرار دادند.
حتی پس از دور حکم حفاظت از سگ مأمورات دولت نیز نتوانستند آن را حفظ کنند و تعداد شهرنشینانی که سگ‌ها را می‌کشتند و بدرفتاری می‌کردند افزایش یافت، بنابراین شوگون‌سالاری برای جلوگیری از سگ کشی تصمیم گرفت مراکزی برای حفاظت از سگ‌ها ایجاد کند.

## سگ‌دانی‌های بزرگ
سگ‌دانی‌های بزرگ پایتخت آن زمان ادو عبارت بودند از:
- «سگ‌دانی ناکانو» در ناکانو-کو، توکیو امروزی با مساحت ۱۶ هزار تسوبو (هر تسوبو برابر است با ۳٫۳۰۶ مترمربع)؛ تعداد سگ‌های نگهداری شده تنها در سگ‌دانی ناکانو، ۸۲۰۰۰ سگ برآورد شده‌است.[۲]
- «سگ‌دانی اوکوبو» در اوکوبو، توکیو با ۲۵ هزار تسوبو مساحت ساخته شده در مه (۱۶۹۵)
- «سگ‌دانی یوتسویا» در یوتسویا در منطقهٔ شینجوکو در توکیوی کنونی با مساحت تقریبی ۱۸ هزار تسوبو ساخته شده در مه (۱۶۹۵)
- «سگ‌دانی کیوتو» از آنجائیکه سگ‌های پیر و بیمار بسیاری در شهر کیوتو وجود داشتند، ر سال ۱۶۹۸ دستور ساخت محلی که سگها و توله سگهای بیمار در آنجا نگهداری شوند صادر شد.

## منسوخ شدن
پس از مرگ توکوگاوا تسونایوشی در سال (۱۷۰۹) این سگ‌دانی‌ها که هزینه سنگینی را بر مردم تحمیل کرده بودند به سرعت برچیده شدند.